# Робертс, Крейг
Крейг Хайдн Ро́бертс (англ. Craig Haydn Roberts; 21 января 1991, Ньюпорт, Уэльс, Великобритания) — валлийский актёр, писатель и режиссёр. Наиболее известен по роли Оливера Тейта в фильме «Субмарина», а также по роли Рио в телесериале «История Трейси Бикер».

## Ранняя жизнь
Робертс родился 21 января 1991 года в Ньюпорте, Уэльс, в семье Элисон и Хайдна Робертсов. Он вырос в деревне Мэйсимкуммер, Кайрфилли, где посещал школу Льюис. У Крейга есть родная сестра Челси, и две сводные, Натали и Ангхарад.

## Карьера
Робертс начал свою телевизионную карьеру с ролей в драмах «Care» (2000) и «Little Pudding» (2003). После этого он появился в телевизионных сериалах «История Трейси Стакан» (2005—2006) и «Катастрофа» (2005—2008). Крейг также сыграл вампира Робина Брана в телесериале «Молодой Дракула» (2006—2008).
В 2008 году гастролировал по Великобритании вместе с «Y Touring Theatre Company», играя молодого Райана в пьесе «Full Time», которая рассказывает про расизм, сексизм и гомофобию в футболе; в январе 2009 года он сыграл друга злой королевы Дракса в пантомиме «Белоснежка» в Уортинге.
Мировую известность приобрел в 2010 год, снявшись в фильме «Субмарина», который основан на одноимённом романе Джо Данторна. В 2011 и 2012 годах появился в телесериале «Быть человеком», где сыграл роль Адама. Позже появился в ремейке, где исполнил ту же роль.
В 2012 году он снялся в музыкальном клипе группы The Killers «Here with Me» вместе с Вайноной Райдер, режиссёром которого выступил Тим Бёртон.
В 2013 году снялся в седьмом сезоне телесериала «Молокососы» в роли Доминика. В 2014 году снялся в фильме «Джолин: Инди-фолк звезда» совместно с Шарлоттой Ричи и Розамундой Хэнсон.
В 2015 году у него состоялся режиссёрский дебют, под названием «Просто Джим», для которого он также написал сценарий, и в которым он сыграл одну из главных ролей. 9 октября 2015 года компания Amazon Studios выпустила телесериал «Красные дубы», где Крейг снялся вместе с Полом Райзером.
В 2016 году снялся в фильме «Основные принципы добра» вместе с Полом Раддом и Селеной Гомес. Он сыграл Тревора, сообразительного 18-летнего мальчика с мышечной дистрофией Дюшенна. Премьера фильма состоялась 29 января на кинофестивале Сандэнс, а в июне вышла на Netflix.
В 2019 году появится в фильме «Horrible Histories: The Movie» в роли императора Нерона.

## Фильмография
| Фильмы и телесериалы | Фильмы и телесериалы    | Фильмы и телесериалы          | Фильмы и телесериалы         | Фильмы и телесериалы                            |
| Год                  | Русское название        | Оригинальное название         | Роль                         | Примечания                                      |
| -------------------- | ----------------------- | ----------------------------- | ---------------------------- | ----------------------------------------------- |
| 2000                 |                         | Care                          | Крейг, сын Паулины           | телевизионный фильм                             |
| 2003                 |                         | Little Pudding                |                              | телевизионный фильм                             |
| 2005-2006            | История Трейси Стакан   | The Story of Tracy Beaker     | Рио Уиллард                  | 36 эпизодов                                     |
| 2005                 |                         | Kiddo                         | Джей                         | телевизионный фильм                             |
| 2005, 2008           | Катастрофа              | Casualty                      | Даррен Смит / Джордан Филпот | эпизоды: «Thrown Out», «Walk the Line»          |
| 2006                 |                         | Scratching                    | Майк                         | короткометражный фильм                          |
| 2006-2008            | Молодой Дракула         | Young Dracula                 | Робин Брана                  | 27 эпизодов                                     |
| 2010                 | Субмарина               | Submarine                     | Оливер Тейт                  |                                                 |
| 2010                 | ФонШоп                  | PhoneShop                     | Райан                        | эпизод: «Soldier, Swinger, Shelley, Shelley»    |
| 2011                 | Джейн Эйр               | Jane Eyre                     | Джон Рид                     |                                                 |
| 2011-2012            | Быть человеком          | Being Human                   | Адам                         | эпизоды: «Adam’s Family», «Hold the Front Page» |
| 2011                 | Быть человеком          | Being Human                   | Адам                         | 8 эпизодов                                      |
| 2012                 | Красные огни            | Red Lights                    | Бен                          |                                                 |
| 2012                 | В первый раз            | The First Time                | Саймон Долдри                |                                                 |
| 2012                 | Кто получит бриллиант?  | Comes a Bright Day            | Сэм Смит                     |                                                 |
| 2013                 | Молокососы              | Skins                         | Доминик                      | эпизоды: «Fire: Part 1», «Fire: Part 2»         |
| 2013                 | Плейхаус                | Playhouse Presents            | Карл                         | эпизод: «Cargese»                               |
| 2013                 |                         | Benny and Jolene              | Бенни                        |                                                 |
| 2013                 |                         | The Power Inside              | Нейл                         | короткометражный мини-сериал                    |
| 2013                 | Двойник                 | The Double                    | второй детектив              |                                                 |
| 2014-2017            | Красные дубы            | Red Oaks                      | Дэвид Мейерс                 | 26 эпизодов                                     |
| 2014                 | Соседи. На тропе войны  | Neighbors                     | Гари                         |                                                 |
| 2014                 | Мачо и ботан 2          | 22 Jump Street                | Спенсер                      |                                                 |
| 2014                 | Конец грёбаного мира    | TEOTFW                        | Джеймс                       | короткометражный фильм                          |
| 2014                 | Хочу. Не могу           | Premature                     | Стэнли                       |                                                 |
| 2014                 |                         | Sunday Roast                  | Артур                        | короткометражный фильм                          |
| 2015                 | Хофф в записи           | Hoff the Record               | Джош Брук-Вебб               | эпизод: «The Movie»                             |
| 2015                 | Убей своих друзей       | Kill Your Friends             | Даррен                       |                                                 |
| 2015                 | Просто Джим             | Just Jim                      | Джим                         | режиссёр и сценарист                            |
| 2016                 | Основные принципы добра | The Fundamentals of Caring    | Тревор                       |                                                 |
| 2019                 | Толкин                  | Tolkien                       | Сэм                          |                                                 |
| 2019                 |                         | Bittersweet Symphony          |                              |                                                 |
| 2019                 |                         | Horrible Histories: The Movie | император Нерон              |                                                 |
| 2019                 |                         | Eternal Beauty                |                              | режиссёр и сценарист                            |

## Награды и номинации
| Награды и номинации                    | Награды и номинации | Награды и номинации          | Награды и номинации | Награды и номинации | Награды и номинации |
| Награда                                | Год                 | Категория                    | Номинант            | Результат           | Прим.               |
| -------------------------------------- | ------------------- | ---------------------------- | ------------------- | ------------------- | ------------------- |
| Премия британского независимого кино   | 2011                | Самый многообещающий дебют   | «Субмарина»         | Номинация           | [ 12 ]              |
| Премия Лондонского кружка кинокритиков | 2012                | Лучший британский актёр года | «Субмарина»         | Победа              | [ 13 ]              |
| Кинопремия Империя                     | 2012                | Лучший мужской дебют         | «Субмарина»         | Номинация           | [ 14 ]              |
| BAFTA Cymru                            | 2012                | Лучший актёр                 | «Субмарина»         | Победа              | [ 15 ]              |
| BAFTA Cymru                            | 2016                | Лучший сценарист             | «Просто Джим»       | Номинация           | [ 16 ]              |
| Director’s Week Special Jury Award     | 2016                | Лучший актёр                 | «Просто Джим»       | Победа              | [ 17 ]              |
| Director’s Week Award                  | 2016                | Лучший фильм                 | «Просто Джим»       | Номинация           |                     |